# 阿布·艾什·艾哈迈德
阿布·艾什·艾哈迈德·本·卡西姆·盖农（阿拉伯语：‎；？—954年），摩洛哥伊德里斯王朝埃米尔，948年至954年在位。
阿布·艾什·艾哈迈德本在名义上效忠于后伍麦叶王朝。希望进驻丹吉尔，遭他拒绝，两方兵戎相见，艾哈迈德战败撤退。伍麦叶王朝进占摩洛哥北部，伊德里斯王族撤退至仅剩的巴斯拉（Basra）和阿西拉（Asilah）两处领地；艾哈迈德最终逃往安达卢斯，由哈桑·本·盖农即位。